# Łukasz Żal
Łukasz Żal (Koszalin, 24 giugno 1981) è un direttore della fotografia polacco.
È stato candidato due volte all'Oscar alla migliore fotografia: nel 2015 assieme a Ryszard Lenczewski per Ida e nel 2019 per Cold War.

## Biografia
Ha studiato fotografia cinematografica alla Scuola nazionale di cinema, televisione e teatro Leon Schiller di Łódź, laureandovisi nel 2007.
Ha esordito alla fotografia di un lungometraggio nel 2014 con Ida di Paweł Pawlikowski, che ha girato in bianco e nero e 4:3 per accentuarne l'ambientazione d'epoca; originariamente, Żal era stato scelto come primo assistente dell'abituale direttore della fotografia del regista, Ryszard Lenczewski, ma un suo improvviso malore ha fatto sì che finisse per prenderne il posto. Lo stesso anno, Żal è stato incluso dalla rivista Variety nella propria lista dei "10 direttori della fotografia da tenere d'occhio". Per il film, è stato candidato a diversi premi, tra cui un Oscar e un BAFTA.
Tra i film di cui ha curato la fotografia in seguito c'è stato l'ibrido animazione-pittura Loving Vincent, che ha richiesto più di sei anni di lavorazione. Nel 2018 è tornato a collaborare con Pawlikowski in Cold War, nel quale ha adottato nuovamente le caratteristiche della fotografia di Ida, ricevendo un'altra candidatura agli Oscar. L'anno seguente è stato eletto membro onorario della Royal Photographic Society.

## Filmografia
- Ida, regia di Paweł Pawlikowski (2013)
- Efterskalv, regia di Magnus von Horn (2015)
- Loving Vincent, regia di Dorota Kobiela e Hugh Welchman (2017)
- Dovlatov - I libri invisibili (Dovlatov), regia di Aleksej Alekseevič German (2018)
- Cold War (Zimna wojna), regia di Paweł Pawlikowski (2018)
- Sto pensando di finirla qui (I'm Thinking of Ending Things), regia di Charlie Kaufman (2020)
- La zona d'interesse (The Zone of Interest), regia di Jonathan Glazer (2023)

## Riconoscimenti
- Premio Oscar
  - 2015 - Candidatura alla migliore fotografia per Ida (con Ryszard Lenczewski)
  - 2019 - Candidatura alla migliore fotografia per Cold War
- Premio BAFTA
  - 2015 - Candidatura alla migliore fotografia per Ida (con Ryszard Lenczewski)
  - 2019 - Candidatura alla migliore fotografia per Cold War
  - 2024 - Candidatura alla migliore fotografia per La zona d'interesse
- American Society of Cinematographers
  - 2014 - Spotlight Award per Ida (con Ryszard Lenczewski)
  - 2019 - Migliore fotografia di un film per il cinema per Cold War
- British Society of Cinematographers
  - 2015 - Candidatura alla migliore fotografia in un lungometraggio per Ida (con Ryszard Lenczewski)
- Chicago Film Critics Association Awards
  - 2014 - Candidatura alla migliore fotografia per Ida (con Ryszard Lenczewski)
  - 2018 - Candidatura alla migliore fotografia per Cold War
- European Film Awards
  - 2014 - Migliore fotografia per Ida (con Ryszard Lenczewski)
- National Society of Film Critics Awards
  - 2019 - Candidatura alla migliore fotografia per Cold War
- Satellite Award
  - 2019 - Candidatura alla migliore fotografia per Cold War